# 兩棲戰

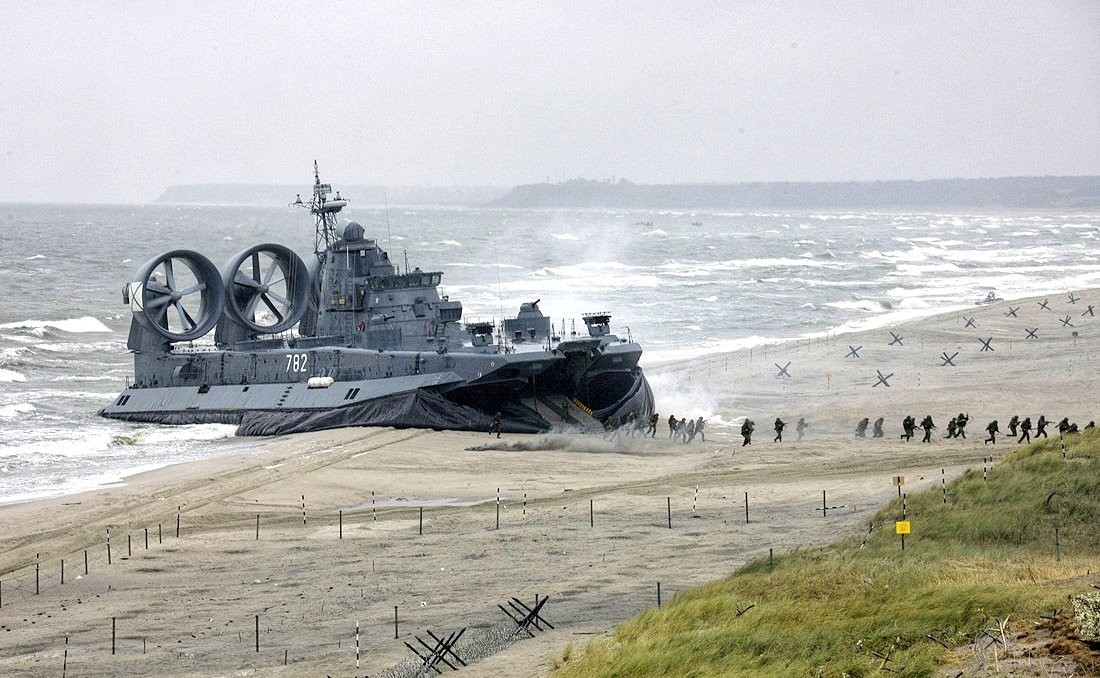
俄羅斯海軍步兵使用歐洲野牛級氣墊登陸艇進行兩棲登陸演習

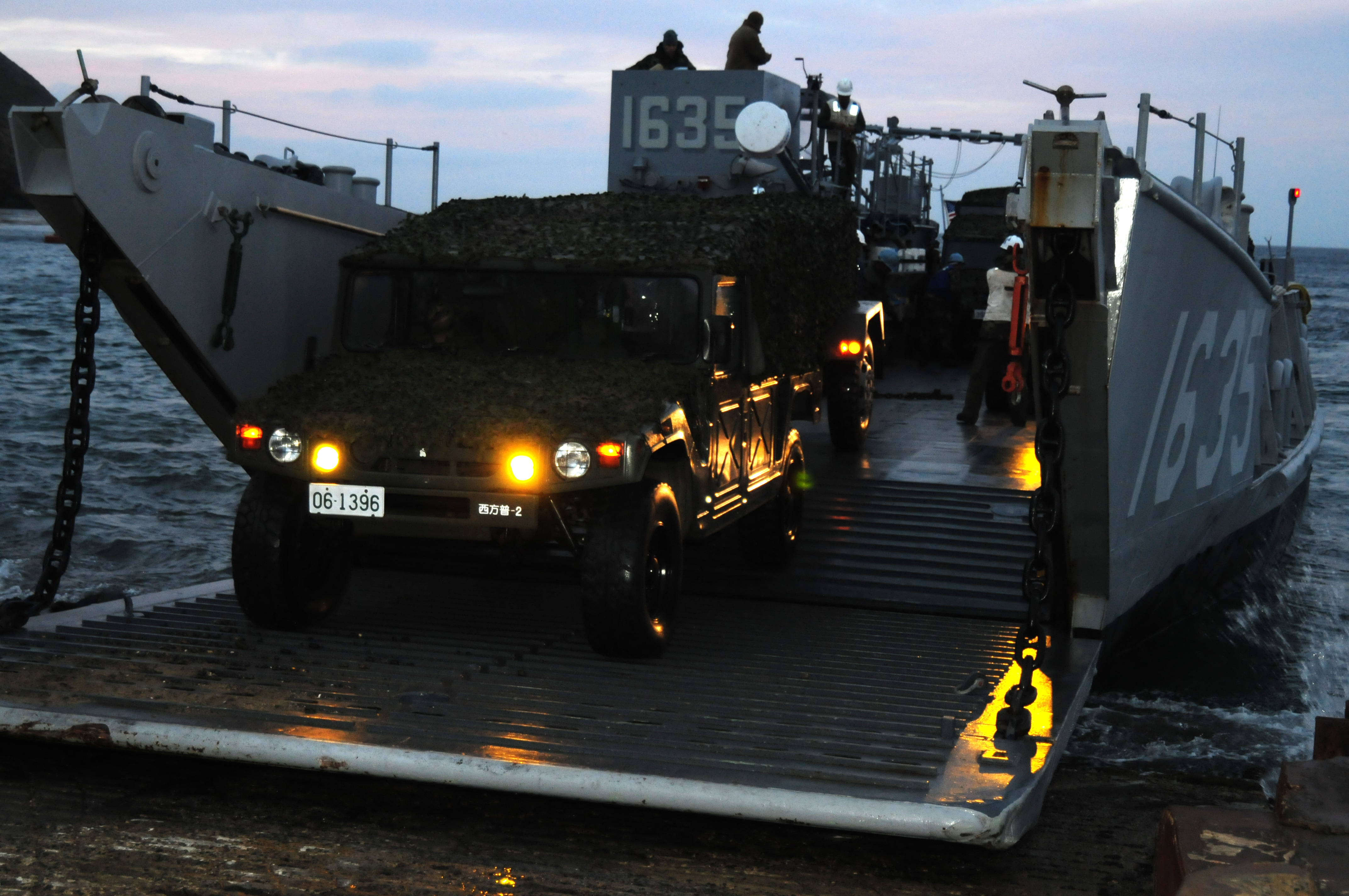
日本陸上自衛隊的高機動車於通用登陸艇下放

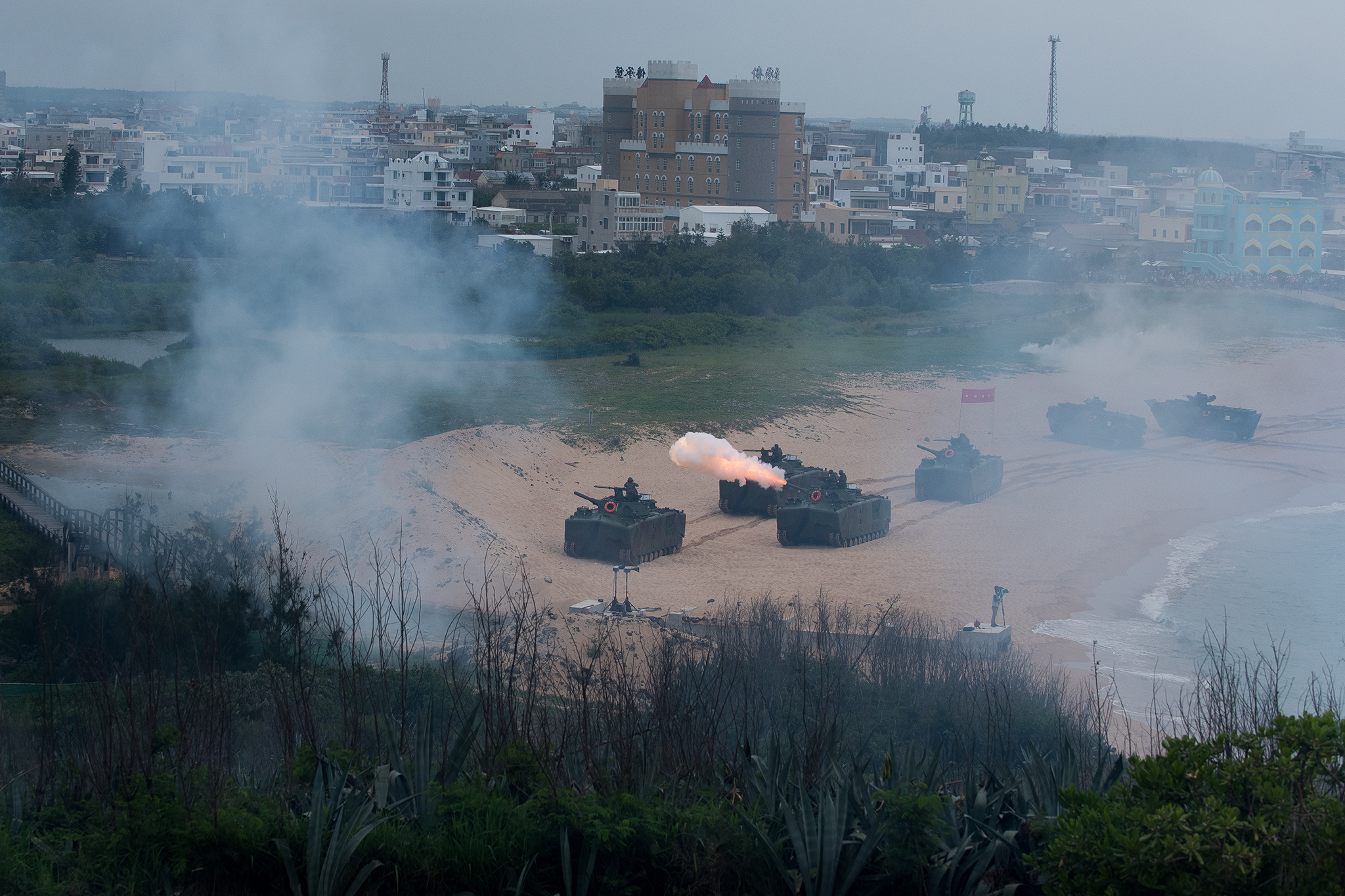
中華民國海軍陸戰隊於漢光演習中使用LVTH-6火力支援車與AAV-7兩棲突擊車進行兩棲登陸演習

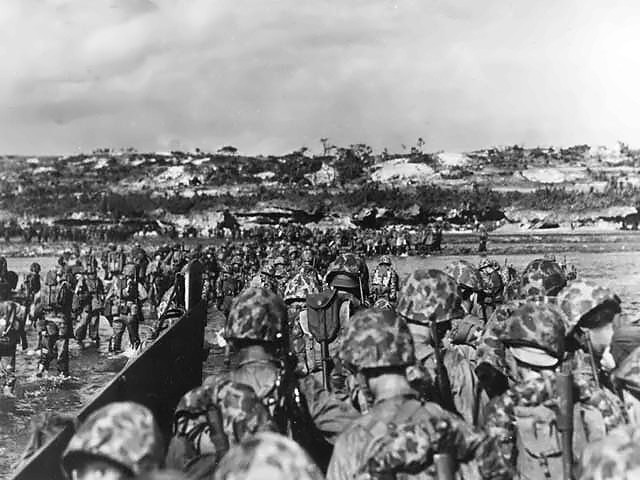
第二次世界大戰太平洋戰爭沖繩戰役美國海軍陸戰隊在沖繩島進行兩棲登陸

兩棲戰（Amphibious warfare）是一種軍事戰略聯合作戰形式，主要利用足夠載量自有兩棲登陸艦、潛艇、氣墊船、兩棲車輛、或向民間募集相關船舶等載具，在海洋、河川、湖泊等水面或水下環境，把大量軍事力量（如輕裝步兵、海軍陸戰隊、民兵、特戰部隊甚至是進行任務的蛙人或軍事間諜等輕武裝人員），往半島、島嶼、河岸之目標，進行梯次兵力波段式投放搶灘。
登陸前艦艇以港口或灘頭方式裝運兵力，海空軍船艦戰鬥機對登陸點進行火力壓制，海上掩護集團及聯合登陸作戰集團混合編成登陸船團，採多路疏散航行。於抵達指定半島、島嶼、沿岸之目標進行搶灘佔領後，編成登陸突擊隊形，完成水際障礙清除及灘岸障礙清理後，實施換乘及泛水，全速向，初步計畫登陸區域前進，實施岸際火力點壓制戰鬥及部隊推進。等建立灘頭堡後，引導後續重型戰車、自走砲等武器，於有利位置（臨時港口）實施登陸。在奪取登陸地域縱深後，對敵組織之反登陸反擊行動實施防禦，鞏固已奪取灘岸，並掩護後續部隊登陸，待後續登陸部隊上岸完成後，建立及穩固野戰防空，與配合登陸區後方奪取登陸場或進行阻絕敵人支援任務（破壞敵人火炮陣地阻絕敵軍增援部隊）之空機降部隊會師，擴大空機降突擊效果，以利後續建立登陸基地。
登陸計畫前，或以小股兵力困惑敵軍的戰略佯攻登陸、移動軍備物資至他處進行加強戰術部署；或在敵人發動登陸作戰後，對敵佔領尚未立足之半島或島嶼，進行逆登陸奪島作戰等。另外，由水路做物資人員情報的戰略大規模轉移補給，也是兩棲作戰的一種。兩棲戰是現代戰爭中最複雜密集，分工細密的戰略軍事行動，需要事先做登陸區做水文偵查、海空軍密接支援、運輸、軍事情報、後勤、氣象、通訊、海象、指揮、軍事偽裝、反情報及其他相關兵種協同計劃，並得考慮是否使用直升機機降突擊或空降部隊突擊於敵後，騷擾切斷敵增援等。若登陸區水域可能有水雷等障礙物，必要時還得在戰艦及空中武力支援下，進行水道排除的任務。指揮官使用兩棲戰法攻擊與防禦的果斷決心以及戰術演練也非常重要，它能夠讓敵人產生戰略上不利或錯誤的戰略佈署和迫其轉移增加軍力，有效減弱、欺騙、突擊與打擊敵軍。

## 歷史

### 十六世紀前
早在西元前55年，凱薩就曾領軍穿越英吉利海峽，登陸不列顛群島。
1591年4月14日侵朝日軍於釜山登陸，爆發釜山鎮之戰，釜山被日軍攻佔。之後發生東萊城之戰，28日小西行長率軍向忠州和彈琴台進軍，發生彈琴台之戰，朝鮮軍全軍覆沒，此為萬曆朝鮮之役一部分。
1592年5月24日，小西行長率軍在釜山鎮附近的多大浦登陸，激戰過後，朝鮮軍戰敗，日軍佔領多大鎮，隨後日軍陸陸續續上岸，駐守多大鎮。此為多大浦之戰，多大浦之戰與釜山鎮之戰同時發生，這兩場戰役標誌著壬辰倭亂的開始，此為萬曆朝鮮之役一部分。
1609年4月10日日本薩摩藩入侵琉球國的事件。這次戰役使琉球成為薩摩藩的附庸國，直到1879年琉球國被日本吞併為止。此為慶長琉球之役
1624年（天啟四年）2月，福建巡撫南居益親自乘船到金門，下令明軍（總兵力達1萬人、兵船2百艘）渡海出擊收復澎湖。福建總兵俞咨皋、守備王夢熊，率領兵船至澎湖，登陸白沙島，與荷軍接戰。但荷蘭軍隊依仗堅固的工事與戰艦頑抗，澎湖久攻不下，7月，南居益又派出火銃部隊支援，明軍發動總攻，一直打到風櫃仔的紅毛城下，然後雙方又形成僵持的局面，8月，明軍再次兵分三路，直逼夷城，荷蘭人勢窮力孤，不得不撤離占領了兩年的澎湖，9月，巡撫南居益、總兵俞咨皁統率三軍與包圍荷軍七個月，在協議後荷蘭方撤出紅毛城，轉往中國版圖之外的大員（今台灣南部），並且允諾派中國商船前往貿易，終於收回澎湖。此一戰役，明軍共動用兵船二百隻，兵力一萬人，交戰七月，耗軍費達十七萬七千餘兩。荷蘭建立熱蘭遮城，開啟了台灣史上近四十年的台灣荷蘭統治時期。此為澎湖四大戰役第一戰。
1642年8月20日，荷軍迂迴至雞籠島東側之八尺門水道附近，荷軍搶攤時，與西班牙士兵交戰，西軍不久後就退回撤守堡，讓荷軍成功上岸並攻下了山丘，21日荷軍展開砲擊戰，交戰結果西軍損傷慘重，撤守堡胸牆嚴重損毀；聖薩爾瓦多城也受炮火波及，損毀一處稜堡，荷軍除持續砲擊外，另外又準備了2台18磅的加農砲，24日布署完成後，共以108枚砲彈轟毀了撤守堡城牆，到25日西軍在陣亡6位士兵及損毀2台加農砲，只得放棄抵抗退回聖薩爾瓦多城，荷軍佔領撤守堡後幾乎已確定獲勝，當晚波提羅與城內所有官兵及傳教士商議，大多數人皆認為無力抵抗荷軍，遂於26日開城投降，此役結束後，西班牙俘虜被運至巴達維亞囚禁，然而不久後即獲釋，於1643年6月29日平安返回馬尼拉，此為雞籠之戰。
1661年4月21日由明延平王鄭成功率25,000大軍由金門航渡台灣海峽，4月30日由鹿耳門水道進入臺江內海，5月1日在禾寮港登陸後抵擋住荷蘭海軍陸戰隊陸上及海上的反攻，5月2日第一次議和，5月4日普羅民遮城投降，5月5日，鄭軍攻入大員市街圍攻熱蘭遮城，1662年1月25日鄭軍從北、東、南三面砲轟烏特勒支碉堡和熱蘭遮城，同時派出16艘戰船來到熱蘭遮城附近的碼頭，引誘荷軍分散火力，以掩護攻城部隊奪取烏特勒支碉堡，到了晚上，碉堡三面牆壁都被擊毀，荷軍只得放棄碉堡，點燃炸藥引線後撤退，讓鄭軍順勢奪下碉堡，1月27日，大員評議會決議放棄一切抵抗，要求和談，2月1日，雙方代表到大員街依照本國習俗，舉行誓約、簽字、蓋章等程序，完成締約，條約內容大多由荷蘭人提出，鄭成功也幾乎都同意，只是當揆一要求釋放遭俘虜的奴隸時，卻被鄭成功怒斥「和約裡根本沒有提到奴隸」，迫使揆一放棄索回奴隸，2月9日，分散於各地的荷蘭人陸續抵達，2000名荷蘭人登上8艘荷蘭船艦，等候出航，揆一在海灘上將熱蘭遮城的鎖匙交給鄭氏官員，鄭成功也進入熱蘭遮城接收堡壘以及裡面的財產。《熱蘭遮城日誌》記錄至這一天為止，荷蘭東印度公司離開台灣，結束台灣荷蘭統治時期，台灣便歸鄭氏統治（明朝統治）。此為鄭成功攻臺之役
1683年（清康熙22年）福建水師提督施琅在澎湖海域與東寧水軍對戰，清軍先敗而後勝，東寧統帥劉國軒戰敗消息一出，鄭氏王朝內部無心抵抗清軍，延平郡王鄭克塽率眾薙髮降清，南明東寧王國自此覆亡，結束在台灣22年統治。此為澎湖四大戰役第二戰。
1884年10月1日黎明，法軍派遣千餘人自港口西側仙洞山東南海濱登陸，仰攻仙洞小砲台。清軍當日退出山口，仙洞山遂為法軍佔領，1885年2月3日，法軍在無抵抗下向前推進，佔領基隆西部。4日佔領基隆南方各堡壘及市區，8日佔領獅球嶺各堡壘，至此基隆全為法軍所佔領，此為基隆戰役
1885年3月29日（光緒11年2月13日）法國將領孤拔率領遠東艦隊砲轟澎湖廳媽宮澳（今馬公港）、金龜頭、蛇頭、四角仔嶼等砲台，另一兵團登陸嵵裡佔據紗帽山，31日（舊曆2月15日），法軍順利攻佔媽宮港、控制澎湖本島全境。此為澎湖四大戰役第三戰。
1888年8月2日台東直隸州所屬的里壠庄即新開園府的漢人移民者及原住民（主要為大武壠族），因為卑南撫墾局委員雷福海等官員壓榨及欺凌婦女，乃率眾700餘人到大庄局殺害委員雷福海、司事翁源、局書何茂、王升並局差、局勇等，最後發展成為花東縱谷各庄社的大武壠族、阿美族、卑南族、客家墾民聯合反抗清朝政府，清朝政府動用北洋水師之致遠、靖遠兩艘穹甲巡洋艦，由兩艦上的部分水兵臨時組成「洋槍隊」，在艦炮掩護下登陸進行灘頭作戰（此行動被視為中國近代海軍第一次對臺灣渡海進行兩棲登陸作戰），到8月下旬才被鎮壓，同年10月弭平該事件，此為大庄事件。
日本平安時代末期源平合戰兩棲作戰戰史
1185年3月22日，源義經艦隊抵達四國，由於風浪的影響偏離了預定航道，在阿波的勝浦靠岸， 源義經在周圍村莊放火，製造大軍襲來的幻象，平家見狀大驚，以為一之谷奇襲再現，倉皇奪船奔走，源義經趁勢搶灘上岸，迅速衝入本陣放火，此戰為屋島之戰。
荷西殖民地與貿易爭奪戰爭登陸作戰戰史
第一次鴉片戰爭登陸作戰戰史
- 第一次定海之戰

- 虎門之戰

- 第二次定海之戰

- 大安之役

- 鎮海之戰(1841年)

- 乍浦之戰

- 吳淞之戰

- 鎮江之戰(1842年)

第二次鴉片戰爭登陸作戰戰史
- 廣州城戰役

- 大沽口戰役

- 第一次大沽口之戰

- 第二次大沽口之戰

- 第三次大沽口之戰

### 十六到十九世紀
美國獨立戰爭相關兩棲登陸作戰戰史
1775年6月17日下午3時英軍發動三次進攻，英國海軍陸戰隊指揮官約翰·皮特凱恩（John Pitcairn）少校戰死。民兵用盡彈藥後撤，遺下火炮及挖掘工具於邦克山上。傍晚英軍完全控制查爾斯鎮半島，此為邦克山戰役。
1776年9月15日凌晨，英軍派出5艘護衛艦進入東河，並在基普灣離岸約200碼下錨，下午時分，英軍已有近13,000人登陸，並向紐約市進逼，佔領後並獲得市內的效忠派熱烈歡迎。當日何奧決定暫時停止追擊，等待更多援軍，此為基普灣登陸戰。
斯卡羅王國時期美國對台灣的兩棲登陸作戰戰史
1867年6月13日，美國海軍官兵在臺灣東南岸登陸，在叢林中遭排灣族人伏擊。美軍1軍官死亡，遠征行動以美軍未達成作戰目標而告終，此為美國福爾摩沙遠征
法國對朝鮮的兩棲登陸作戰戰史
1866年10月11日，巡洋艦「蓋里埃勒」號（Guerrière）為旗艦，7艘軍艦、600名法兵從中國芝罘出發攻打朝鮮。駐紮在日本橫濱的法國海軍部分的900人則從另一路進攻。10月14日法軍在甲串津登陸江華島，擊敗朝鮮軍隊，通津府使李公濂逃走。10月16日法軍攻占朝鮮陪都之江華府，大肆燒殺搶掠。10月26日哨官韓聖根（韓語：한성근）在文殊山城擊退法軍，獲得了首次勝利，11月7日160名法軍在奧利弗（Olivier）的率領下，在鼎足山城遭千總梁憲洙（韓語：양헌수）伏擊，死傷32人。此時天氣轉寒，11月10日，羅澤決定撤兵，命令軍隊將江華島洗劫一空。此為丙寅洋擾
美國對朝鮮的兩棲登陸作戰戰史
1866年美國商船「舍門將軍號」駛至韓國平壤，船員靠岸後與當地居民發生衝突，更有部份船員被殺害，美國追究此事，於1871年6月10日，美國派亞洲分艦隊（英語：Asiatic Squadron）艦隻攻打並派軍登陸江華島，是為辛未洋擾
清朝時期日本對台灣的兩棲登陸作戰戰史
1874年5月12日，日軍於社寮登陸，22日，日軍進抵石門，6月1日起日軍分三路掃蕩牡丹社、高士佛社、女仍社，佔領後焚燒村屋並撤回社寮營地。7月1日，牡丹社、高士佛社、女仍社投降，之後日軍移營龜山長期駐紮，此為牡丹社事件
日本對朝鮮的兩棲登陸作戰戰史
1875年9月20日云扬号向北到江华岛东南方的兰芝岛，舰长井上良馨以寻找淡水为名，亲率20人乘小艇至沿岸探测水路，逼近江华岛草芝镇炮台（日称“第三炮台”），朝鲜草芝镇炮台对日本舰艇开炮警告，日軍3艦向草芝镇炮台发动猛烈炮击，草芝镇官兵顽强抵抗，日军无法登陆，9月22日日军海軍陸戰队在永宗镇登陆，与朝鲜士兵交火，日军2人受伤，击毙朝鲜军35人，俘虏16人，掳获大炮38门，火绳枪130余支，攻占永宗镇。此為江華島事件
1894年6月8日，葉志超、聶士成率清軍及8門山炮在牙山登陸，7月24日，清軍增援牙山，25日，朝鮮政府在日本公使要求下下令擊退牙山清軍，29日日軍攻擊清軍，清軍敗走，成歡之戰後，清日兩國才於1894年8月1日正式宣戰。此為成歡之戰，也是甲午戰爭的一部。
1894年10月25日日軍進攻虎山清軍陣地，當夜在鴨綠江中架起兩座浮橋，清軍竟無察覺。待日軍第三師團渡江完畢，日軍遂用加農炮向虎山守軍猛攻，26日日軍佔領九連城。此為九連城之戰，也是甲午戰爭的一部。
1895年3月23日日軍登陸，之後兵分兩路搜索佔領太武社，24日日軍攻陷大城北砲臺，而後日軍攻破朝陽門（東門），佔據東角砲臺、日軍進城後攻佔拱辰門（北門）與金龜頭砲臺，而後日軍攻陷媽宮城，25日日軍派海軍速射砲隊前往漁翁島偵查後，確認該島連同東、西砲臺（西嶼東臺、西嶼西臺）已無清軍，至此澎湖群島完全落入日軍手中，此為澎湖四大戰役第四戰，並為甲午戰爭的一部分，乙未戰爭的前哨戰。
1895年4月11日，日軍第二師團18,000人於枋寮登陸，隨即兵分三路進攻佔領茄苳腳，從左右兩翼突破，相繼衝進村內，義軍敗走，日軍佔領了茄苳腳，此為步月樓戰役，為乙未戰爭戰役的一部分
1895年5月29日，負責接收臺灣的日軍部隊從澳底登陸，此為乙未戰爭戰役的一部分，經過大約6個月的戰爭後稍事平定，後續仍有一些零星的對抗日本統治的活動，尤其原住民族的武力抗爭持續將近了20年。
1895年7月12日日軍近衛師團特務曹長櫻井茂夫率領的水路運送隊，自台北沿大嵙崁溪水路運送糧食，遭遇三角湧抗日義勇軍伏擊，共35人戰死，僅有4名兵卒脫逃。此為隆恩埔戰役，為乙未戰爭的一部分。
1895年10月9日，近衛師團發動了八卦山之役後第二大的戰役，向嘉義城發動強攻，攻佔後奉命守候嘉義，直到伏見宮博恭王的北伐部隊在布袋嘴登陸，此為嘉義之役，為乙未戰爭戰役的一部分。
1898年6月10日，美軍陸戰隊從關塔那摩灣強行登陸，但遭到西班牙軍隊的頑強阻擊，6月底西班牙軍隊防線被突破，美軍成功登陸，老羅斯福率第一志願騎兵團節節獲勝，擊敗了西班牙在古巴的陸軍一部，最後西班牙於7月17日在聖地亞哥市向謝夫特將軍投降，此為美西戰爭

### 二十世紀初到第一次世界大戰
1900年5月31日，英、俄、法、美、義、日六國從天津調遣水兵及海軍陸戰隊共349人登岸，乘火車於當晚抵北京，6月3日，德、奧又派兵83人抵北京，此為義和團引起之八國聯軍。
1914年，美國與墨西哥發生坦皮科事件，導致軍事衝突，當時就曾有過登陸韋拉克魯斯的兩棲攻擊行動。在日俄戰爭中日軍也登陸朝鮮半島的仁川、元山與俄軍作戰。
1914年9月2日，日軍於中國山東龍口-萊州一線登陸，19日於青島嶗山仰口灣登陸，11月1日日軍發動總攻，德軍彈藥耗盡投降，7日，德軍總司令麥維德簽署降書，10日日軍佔領膠州灣全境，此為青島戰役。
1915年4月25日英軍和澳紐軍團在同一天，分別從兩個不同登陸點上岸，英國軍隊從海麗絲岬（Cape Helles）登陸，英國和印度部隊在海麗絲岬遭到鄂圖曼軍的猛烈火力，在英軍登陸之前，澳紐軍團先在更北面近伽巴帖培（Gaba Tepe）的海灘登陸，但卻錯誤地登陸在目標以北的一個無名小灣（今澳紐軍團灣），許多兵士嚴重凍傷迅速在部隊中蔓延，超過16,000人凍傷，有人甚至凍死。11月23日，不得不下令按階段撤退。9萬軍人秘密撤離加里波利，而土耳其人完全沒有發覺。整個戰役中，1916年1月9日，當最後一名澳紐軍團士兵離開海灘後，這次一戰中最大的登陸戰也就正式宣告徹底失敗，此為加里波利之戰
美國香蕉戰爭之兩棲登陸戰史
1915年7月28日美國海軍陸戰隊在太子港登陸，為美國佔領海地，是一系列美國香蕉戰爭中的一部。
1918年-1922年由日本和美國領頭的協約國在俄國遠東海岸登陸，1920年協約國撤離，日軍留在俄國遠東直到被蘇聯紅軍擊敗，並於1922年撤出俄國，此為西伯利亞干涉

### 第二次世界大戰
到了二戰，兩棲戰的裝備與戰術已逐漸成型，配合轟炸機、空降兵、裝甲部隊與強力後勤的使用，得以進行戰略性的兩棲作戰，包括入侵義大利，使用大量船艇進行的撤退行動：敦刻爾克大撤退（發電機行動）（戰略撤退）、德軍預計進攻英國的海獅計畫（未實行）、英國實施欺敵預計在挪威登陸的硬漢行動(未實行），1942年的兩棲突襲：迪耶普突擊，雖然迪耶普突擊是一個慘痛的失敗行動，但它為了往後的登陸行動立下非常重要的基礎。

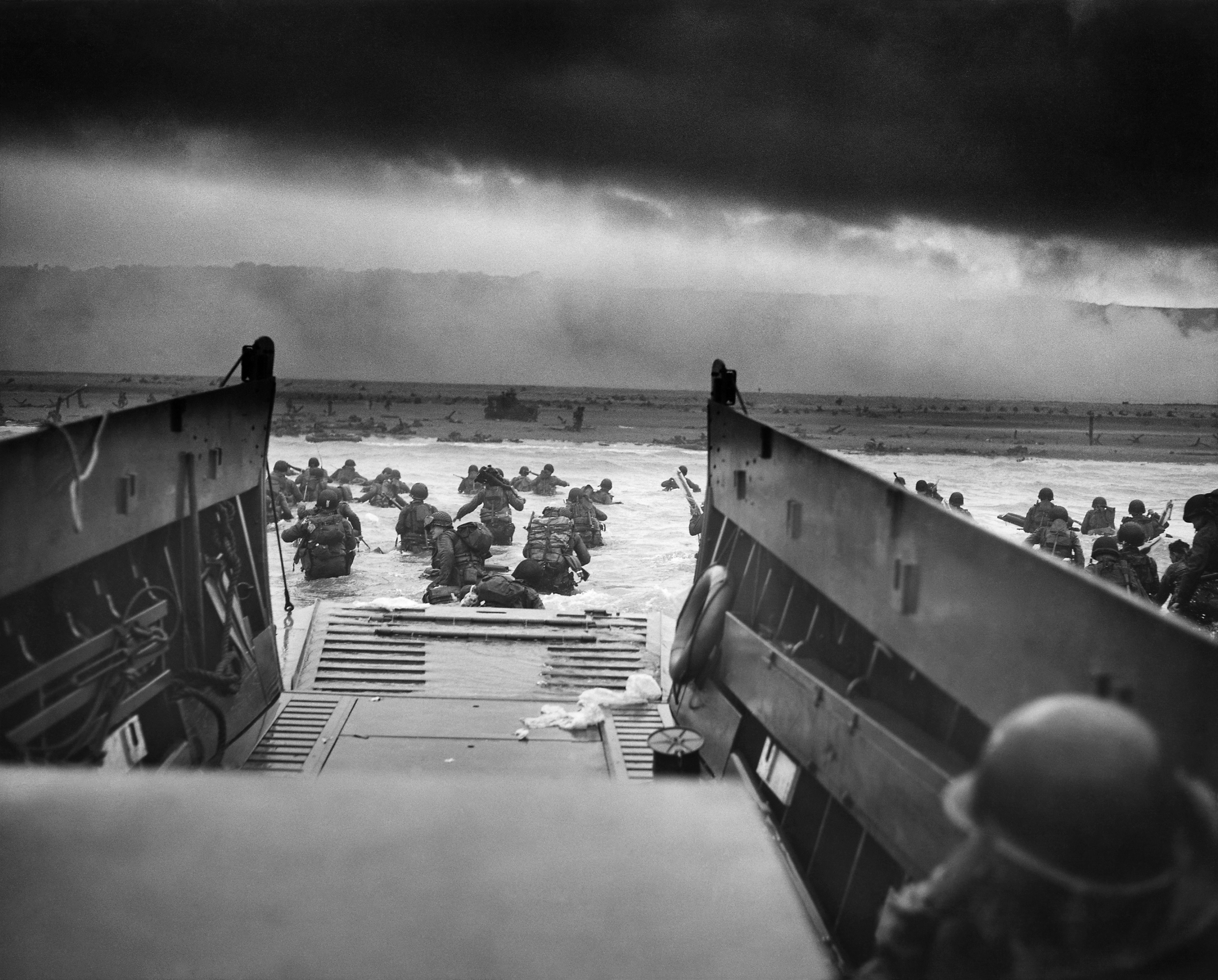
諾曼底登陸

1944年6月6日的諾曼第登陸可說是二戰最知名的兩棲攻擊行動，英國、美國、加拿大的士兵在猶他、奧馬哈、黃金與寶劍海灘等行動中登陸法國北岸。
其他在歐洲戰場的大型兩棲作戰行動：
- 威瑟演習作戰
- 火炬行動
- 鵝卵石行動
- 西西里島登陸戰役
- 雪崩作戰
- 龍騎兵行動
- 戰利品行動

在太平洋戰場上，戰初日軍以南方作戰對英美荷各屬地紛紛登陸佔領，美軍反攻時對日軍大量使用跳島戰術，只攻取重要的島嶼以獲得少人傷亡但最大戰略成效的結果，雙方主要登陸戰役有：
- 威克島戰役
- 荷蘭東印度群島戰役
- 馬來亞戰役
- 新加坡戰役
- 關島戰役 (1941年)
- 關島戰役 (1944年)
- 荷蘭港戰役
- 日軍佔領基斯卡島
- 巴塘海峽戰役（日軍登陸峇里島）
- 庫拉灣海戰（日軍登陸維拉）
- 奧古斯塔皇后灣海戰（美軍登陸布干維爾島）
- 阿圖島戰役
- 茅舍行動
- 巴丹半島戰役 (1942年)
- 巴丹半島戰役 (1945年)
- 瓜達爾卡納爾島戰役
- 圖拉吉及吉沃圖-塔納姆博格戰役
- 泰納魯河戰役
- 吉爾伯特及馬紹爾群島戰事
- 艾塔普-韋瓦克戰役
- 紐幾內亞戰役
- 布干維爾島戰役
- 新喬治亞島戰役
- 塔拉瓦戰役（美軍登陸塔拉瓦環礁）
- 塞班島戰役
- 科科達小徑戰役（日軍登陸新幾內亞及巴布亞）
- 婆羅洲戰役 (1945年)
- 貝里琉島戰役
- 硫磺島戰役
- 關島戰役 (1944年)
- 沖繩島戰役

1、1945/3/26慶良間群島登陸。
2、1945/3/31慶伊瀨島登陸。
3、1945/4/1湊川海灘登陸
4、1945/4/9上西登陸
5、1945/4/16伊江島登陸
- 菲律賓戰役 (1941年-1942年)
- 菲律賓戰役 (1944年-1945年)
- 呂宋島戰役
- 科雷吉多島戰役 (1942年)
- 科雷吉多島戰役 (1945年)
- 民都洛島戰役
- 仁牙因灣戰役
- 碧瑤戰役
- 雷伊泰島戰役
- 奧爾莫克灣戰役
- 馬尼拉戰役
- 天寧島戰役
- 米沙鄢群島戰役
- 巴拉望島戰役
- 棉蘭老島戰役

二次世界大戰蘇日戰爭之兩棲登陸戰戰史
- 千島群島登陸行動
- 庫頁島戰役 (1945年)
- 占守島戰役

八年對日抗戰之兩棲登陸戰戰史
1937年10月26日，日本海軍陸戰隊分別從後埔、古寧頭等地登陸金門並奪取金門島，1938年5月10日，日軍第一大隊在浦口社南面登陸，第二大隊在鳳頭社附近海灘登陸，日軍沿著禾山至江頭的鄉村道路迅速推進，11日奪取蓮坂，日軍第二支登陸部隊由廈門島南部的黃厝、塔頭方向登陸，直接圍攻白石、胡里山砲台等廈門要塞核心陣地，於同日攻入了廈門市區及廈門大學，12日日軍攻占胡里山砲台和廈門港，並且基本控制了廈門島南部各高地，居高臨下猛攻市區，13日日軍基本控制廈門市區，並且再次對廈門島東部鍾宅、江頭、禾山地區進行掃蕩以穩固後方。14日清晨，廈門守軍大部渡海撤離，不過仍有少量殿後部隊在市區死戰。日本方面於5月13日晚正式宣布廈門陷落，但是市區殘餘的戰鬥一直堅持到5月16日才徹底平息。此為廈門戰鬥 (抗日戰爭)
1938年6月21日凌晨3時，日本海軍陸戰隊在炮火掩護下，從南澳縣城西部一帶登上南澳島，分四路進犯，23日控制了南澳全島，7月14至16日，157師1個營和自衛總隊義勇軍從海山出發，17日收復縣城，南澳宣告收復，20日，千餘日軍開始進行登陸，義勇軍利用地形進行激戰，嗣後義勇軍邊戰邊撤至黃花山，24日起義勇軍陣地失守，官兵化整為零藏於山洞。8月初義勇軍奉命撤退，此為南澳戰鬥
1938年10月12日凌晨，日軍在大亞灣海面集結兩師團及先遣隊，分別在平海、霞涌和澳頭入侵，10月21日佔領廣州，此為大亞灣登陸。
1939年6月21日是農曆五月初五端午節，日軍對汕頭市進行突襲，日軍海軍陸戰隊從媽嶼島登陸，部分日軍在達濠鎮東湖登陸，陸續占領與汕頭隔海相對的嵑石；日軍向汕頭進攻，潮安失守，汕頭市當局、各群眾團體以及防守軍撤離市區。28日汕頭淪陷，此為潮汕戰鬥（抗日戰爭）。
1941年12月18日晚上7時，日軍第一波登陸部隊開始登船，首波登陸艇隊於7時20分陸續開往香港島。當晚在沙田馬鞍山、北角、寶馬角、太古船塢及愛秩序灣的日軍預定登陸點，都被炮轟造成的大火照亮，火警產生的濃煙又飄向英軍陣地，可為日軍艇隊提供掩護，有利日軍發動登陸戰，晚上8時15分至8時30分，第230聯隊第3大隊、第228聯隊第2大隊及第229聯隊第3大隊，分別在沙田馬鞍山、北角、寶馬角、太古船塢及愛秩序灣登陸上岸登陸，首波日軍登陸一小時後，由第230聯隊第2大隊、第228聯隊第1大隊及第229聯隊第2大隊組成的第二波日軍跟進同地點後續登陸，第二波日軍成功登陸後，三支聯隊合共六個大隊的人數，已完全分割及壓倒在香港島東北岸防守的英軍。同年12月24日，英軍在孤立無援下已兵疲力竭，多次反攻都不敵兵力和火力皆明顯佔優的日軍，無力扭轉敗局，香港總督楊慕琦爵士於12月25日決定投降，在赤柱的英軍於12月26日停止戰鬥及棄械投降，戰事方告結束。此為香港保衛戰。

### 二次大戰後
下為第二次國共內戰相關之兩棲登陸作戰戰史：
1949年4月21日至6月2日，中國人民解放軍渡過長江中下游，陸續攻占了南京、杭州、武漢、上海等大城市和蘇、浙、贛、皖、閩、鄂等地區，此為渡江戰役
1949年8月18日中國人民解放軍陸續攻佔大榭島、穿山鼻島、外神馬山島、梅山島、金塘島、六橫島、桃花島，至23日舟山群島外圍島嶼相繼被中國人民解放軍攻占，1949年11月，中國人民解放軍進攻桃花島以北僅0.54浬的登步島，史為登步島戰役，此役持續三天，最後中華民國國軍勝利，後期國軍兵力撤出登步島，登步島由中國人民解放軍接管，此為舟山戰役一部。
1949年8月11日，中國人民解放軍第72師和警備第4、第5旅分別從蓬萊縣劉家旺、欒家口、解宋營起渡。12日凌晨，警備第4、第5旅攻占長山列島兩翼大小黑山島、大小竹山島，第72師接近南北長山島，並在炮火掩護下迅速登島，與守軍展開激戰，攻占南長山島，下午占領北長山島。爾後警備第5旅向砣磯島、大小欽島、南北皇城島發展進攻。至18日戰役結束。此為長山島戰役。
1949年9月19日，解放軍發起漳廈金戰役第一階段之漳州戰役，25日攻克漳州，10月15日發起第二階段廈門戰役，10月17日攻克廈門。此通稱為廈門戰役 (1949年)
1949年10月24日晚，中國人民解放軍第28軍部份團級部隊偕同徵用船夫，於夜晚渡海進攻大金門，史為古寧頭戰役，登島解放軍在金門島上和國軍戰鬥三晝夜，在中華民國國軍海空火力支援下，登陸部隊全軍覆沒。
1950年3月3日，中國人民解放軍第41軍121師攻島。守軍國軍58師面臨數量壓倒的敵軍，在8小時的戰鬥後，共軍成功全殲國軍奪島，為南澳島之戰
1950年4月16日晚，中國人民解放軍40軍和43軍由雷州半島渡海進攻海南島，為海南島戰役，解放軍於臨高登陸時，獲得瓊崖縱隊於山區游擊接應配合作戰，取得戰役的勝利。
1950年5月19日，中國人民解放軍以一個加強連登陸清州島，中華民國海軍陸戰隊第四團第一營組成登陸部隊（一個加強連及一個特種兵器排增援）逆登陸肅清，此為清洲島登陸戰，20日中華民國海軍陸戰隊即將島上解放軍肅清。
1950年5月25日中國人民解放軍發動萬山群島戰役，該役除遠離大陸的蚊尾州島外，萬山群島全部被解放軍解放。
1950年7月26日晚，中國人民解放軍在砲兵部隊炮轟掩護下，解放軍第三野戰軍第10兵團第29軍第86師258團登陸大擔，為大擔島戰役。
1952年9月20日，中華民國國軍對南澎島發動了突襲，10月19日中國人民解放軍41軍成功登陸南澎島，20日在其他島嶼上的掃蕩行動和小衝突完全停止，此為南澎列島之戰
1952年10月10日75師與反共救國軍等部隊分乘海軍陸戰隊的LVT運輸車登島突擊。經過2天作戰，肅清南日島守軍，此為南日島戰役。
1953年2月13日上午7時，章乃安游擊大隊率突襲湄洲島，解放軍用炮火反擊，到14日上午7時，國軍得知增援部隊即將登島，便撤離該島，此為湄州島戰鬥
1953年7月15日國軍從金門出發，駛向東山島，16日國軍在蘇峰尖南北端兩側進行登陸，向東山縣城急進並成功登陸東山島灘頭並佔領縣城，17日凌晨，解放軍登陸東山島，重新奪回東山島主控權，此為東山島戰役。
1955年1月18日解放軍華東軍區隊對一江山島發動攻勢，此為解放軍首次陸海空三軍協同作戰，戰鬥歷時兩天，此為一江山島戰役
1955年2月18日解放軍進駐大陳島後，同時也進駐台山列島。解放軍決定在台山列島部署高射炮，17日，解放軍派出艦艇進行運送，18日清晨國軍與解放軍大型砲艇、小型登陸艇展開激戰；隨後國軍二艦自烏坵方面趕到加入戰鬥，雙方爆發海戰，解放軍海軍受創後四散向台山列島離去，此為台山列島海戰。
1955年3月13日至26日，中國人民解放軍陸續占領大陳島、漁山列島、披山島、南麂列島，從而占領了整個浙江沿海的全部島嶼。
韓戰之兩棲登陸作戰戰史：
1950年亞洲爆發了韓戰，聯合國軍將領麥克阿瑟指揮美軍第10軍（由第1海軍陸戰師和第7步兵師組成），先由美國第1騎兵師於1950年7月18日在南韓浦項登陸，當時並無遭遇到太大反抗，同年8月17日對德積島，20日對永興島攻擊及佔領，後來在同年的9月15日，各國聯軍發動著名的仁川登陆，攔腰截斷朝鮮人民軍的主力，使得戰局直轉而下，朝鮮軍節節敗退。
1950年6月25日，一艘載滿數百名朝鮮人民軍第766獨立步兵團士兵的運輸艇試圖在釜山登陸，卻遭遇正在執行巡邏任務的南韓軍艦而遭到擊沉，此為朝鮮海峽海戰
1950年9月13日夜晚，760名韓國陸軍獨立第1游擊營（學徒兵）乘搭從民間徵用的汶山號（문산호）和12名船員從釜山港出發， 在英國Q-34驅逐艦的護航下，於14日夜晚抵達目的地。登陸時正直颱風天氣，同時因為不熟悉水路情況，汶山號還沒登陸靠岸就在海上擱淺。由於距離海岸不遠，李明欽下令部下帶著繩索游泳到岸上，結果第一批下海的部隊被海浪捲走，直到兩名熟悉水性的部下帶著兩條繩索游到岸上，韓軍才順利在沙灘上著陸，9月19日，韓軍開始撤退行動，由美國海軍派來船隻接應，受颱風和人民軍追擊的影響，因此原本計劃到中午結束的撤退行動一直拖延到下午才結束，最終李明欽部隊的760人和12名船員中，有640人撤回釜山港，其中傷員92人。但負責擔任後衛任務的39人最終沒能撤走，他們中的大部分被人民軍俘虜，此為長沙里登陸戰
印度支那戰爭之兩棲登陸作戰戰史：
第一次印度支那战争中也曾有過兩棲登陸，特別是規模最大的卡馬格行動（Operation Camargue）。
中東之兩棲登陸作戰戰史：
1956年11月5日，英軍第三空降營的1000多名傘兵在塞得港登陸，第42和第40皇家海軍陸戰隊的2.2萬名戰士則占領了海灘，從而占領了運河部分地區，塞得港遭到巨大損害，在西奈的埃及主力軍隊不得不後撤保衛運河。 英法的主要目的是奪下運河，但是遭到了埃及軍隊和城市居民的強烈抵抗，並在街頭進行了激烈的巷戰，11月6日，在強大的國際壓力下英法兩國被迫接受停火決議。11月7日在埃及停火。以色列也在11月8日同意撤出西奈半島。但是在1957年3月以色列才從西奈半島和加薩撤出，此役為第二次以阿戰爭
1961年4月17日，美蘇冷戰期間，在中央情報局的協助下逃亡美國的古巴人（古巴民主革命陣線），在古巴西南海岸豬玀灣（吉隆灘，Playa Girón），向菲德爾·卡斯楚領導的古巴革命政府軍發動的登陸入侵，此役為豬玀灣事件
越戰期間兩棲作戰戰史
1965年3月8日3500名美國海軍陸戰隊員在峴港登陸，成為第一批進入戰區的美軍戰鬥人員，3月底，美陸軍在西貢成立作戰指揮機構。實施「墨漬」戰略戰術，即在南越沿海設立基地據點，構成環形防禦圈，逐步向北越佔領區滲透，尋找北越地面部隊主力決戰。這標誌著美國在越南的「特種戰爭」升級為「局部戰爭」。
1967年1月6日，美國海軍直升機對湄公河三角洲Co Chien和Ham Luong流域分支之間的海灘進行攻擊，該流域分支地區被懷疑是越共的據點。最終只有21名越共被殺，2個小武器工坊被摧毀，44支武器被繳獲，7名美國海軍陸戰隊員和1名越南海軍陸戰師隊員犧牲。此為五號甲板室行動
1974年1月19日西沙群島西部的永樂群島海域中國人民解放軍海軍與越南共和國海軍（南越海軍）間發生海上戰鬥，海戰結束後，中國人民解放軍廣州軍區派榆林守備團3個連及1個兩棲偵察隊登上被南越占領的甘泉島、珊瑚島、金銀島等西沙群島島嶼，此戰役為西沙海戰。
1979年1月4日晚上和5日晚上，越南人民軍126特工旅秘密挨近登陸地點，1月6日晚上，登陸之戰正式打響。海軍五區砲兵從富國島和通島開火壓制敵軍陸地和周圍島嶼上的火力，為登陸力量發展進攻創造便利條件，交戰過程由於紅色柬埔寨軍瘋狂抵抗，第二軍團步兵比約定的時間遲到，登陸過程在集結點遇到種種困難，1月7日海軍軍種使用預備力量（101旅的兩個團）繼續登陸邪藍，該力量與126旅、第二軍團步兵配合，在戰車和裝甲車的掩護下，進攻消滅紅色柬埔寨軍外圍目標，攻占Kampong som和Ream軍港，儘管遭受損失，但登陸戰役取得了圓滿勝利，消滅和俘虜紅色柬埔寨軍2900多個人，解放柬埔寨全部海島和東南沿海地區，長度達100公里，深度30至40公里，此為邪藍海岸戰役，為柬越戰役之一部分。
1982年的福克蘭群島戰爭中，阿根廷於4月2日以第一海軍陸戰旅登陸福克蘭群島的鯡魚灣，英國出動特遣艦隊（Task force）與皇家海軍陸戰隊第3突擊旅和傘兵於5月21日登陸聖卡洛斯港。
1983年10月25 日，美軍投入近8000名陸海軍士兵、空軍飛行員和海軍陸戰隊員與特種作戰單位組成聯合特遣部隊，參加緊急狂暴行動，東加勒比國防軍也投入353名士兵，美軍勝利之後，格瑞那達總督保羅斯庫恩宣布恢復憲法，任命臨時政府並在該年十二月舉行選舉。美軍繼續留在格瑞那直到12月，美國駐軍包括憲兵、特種部隊以及一個專門情報分隊。這些駐軍的主要任務是協助格瑞那達軍方與警方維持秩序，此役為入侵格瑞那達
在1983年至2009年的斯里兰卡内战中斯里蘭卡政府軍進行了多次成功的兩棲攻擊，對抗泰米尔伊拉姆猛虎解放组织，其中規模較大有海風行動（Operation Sea Breeze）和巴拉維歌亞行動（Operation Balavegaya）。
1990年8月2日，聯合國軍出兵伊拉克，爆發波斯灣戰爭，聯軍出動仁川登陸後最大規模的兩棲攻擊艦隊。其中聯軍以多數兩棲攻擊船隻佈署於科威特東海岸，海珊以為聯軍即將於此登陸，於是修建大量反登陸設施以及抽調5個師前來防守，使得聯軍於他處成功登陸，包圍了南翼與海防的伊拉克軍隊。
1996年9月18日朝鮮人民軍特種部隊為收集韓國情報，使用潛艇滲透至韓國江陵，經大韓民國國軍和警察追捕，行動以失敗告終，此為江陵潛艇滲透事件，此案亦屬兩棲作戰。
2003年3月20日，聯軍部隊向法奧半島發動空中和兩棲作戰，以保全那裡的油田和重要港口，英國皇家海軍、 波蘭海軍和澳洲皇家海軍的軍艦都參與了支援，此為伊拉克戰爭
2003年3月21日，正當聯軍在伊拉克南部推進時，一支兩棲登陸部隊攻占了烏姆蓋斯爾港的新港區。這場進攻有英國皇家海軍陸戰隊第三突擊旅打頭陣，並且得到了美國海軍陸戰隊第15遠征部隊和波蘭行動應變及機動組（GROM）的支援。駐守在烏姆蓋斯爾城區內的伊拉克軍隊進行了出乎聯軍意料的抵抗，迫使聯軍花了數天事件才清除了當地的防禦部隊，在港口航道被美國海軍第14直升機掃雷中隊海軍第一特種清障隊掃清水雷之後並重新被投入使用之後，在3月25日，聯軍宣布這座港口城市已經安全並且重新對外開放。烏姆蓋斯爾港被用作向伊拉克平民運輸人道主義救濟物資，英國海軍「加拉哈德爵士」號登陸支援艦在幾天之後停靠了該港。此為烏姆蓋斯爾戰役

## 裝備

### 潛水艇
使用潛水艇進行兩棲作戰，通常常見於特種部隊或受過訓練的間諜，以潛水艇在目標區外水下投放前項人員進登陸區遂行任務，能達到非常秘密的敵人難以偵察。

### 兩棲裝甲車輛
兩棲車輛一般由輕戰車或裝甲車改裝而來
- PT-76
- 63式两栖坦克
- T-38 tank（英语：T-38）
- ZBD-97
- OT-62 TOPAS
- LVT-5
- AAV-7
- 05式兩棲裝甲車系列 ( ZTD-05兩棲突擊車, ZBD-05兩棲步兵戰車 )

### 氣墊船
- LCAC

### 漁船
- 戰時依照相關計畫，大量徵召作戰區沿海岸之各型漁船及操船漁夫（臨戰訓練），在空中優勢或夜色、天氣、地形掩護下，載運輕裝軍事力量，在指定地點進行渡海（江）登陸，建立灘頭堡，以利後續物資及重型武器登陸。

### 滾裝船
- 滾裝船（Roll-on/roll-off），又叫RO-RO船、渡車船、汽車渡輪，又細分為「客滾船」和「貨滾船」，是一種在海底隧道以及大橋普及以前的一種接載汽車渡河或者渡海的水上運輸工具，屬於渡輪的一種，通過機動車滾上、滾下裝卸客、貨、車同步運輸。

由於大陸交通系統發展迅速，這種工具已經式微，但如中國雷州半島至海南島之間的長途汽車客運仍然需要到該種工具，而且運載易燃品及爆炸品的車輛不得使用隧道，因此雖然式微而並未絕跡。
除了做為渡輪，還有一種滾裝船主要供車輛製造商大量運輸所生產的車輛，這種滾裝船內部類似立體停車場，可停放數百至數千輛車，船首或船尾有供車輛進出的艙門及渡板

## 反制登陸工具
- 坦克
- 無人機
- 加農炮
- 攻擊直升機
- 反艦飛彈
- 多管火箭炮
- 迫擊炮
- 戰車砲
- 反坦克炮
- 反戰車飛彈
- 無後座力炮
- 榴彈發射器
- 高射炮
- 榴彈砲
- 海岸砲
- 碉堡
- 軌條砦
- 人工湖
- 人工魚礁
- 消波塊
- 蚵架
- 定置漁網
- 快速布雷艇
- 火山布雷系統
- 地雷
- 水雷
- 有刺鐵絲網
- 拒馬
- 流刺網
- 木樁
- 柵欄
- 塹壕
- 防空氣球
- 捷克刺蝟
- 蒺藜
- 龍齒
- 機槍
- 貨櫃
- 機炮
- 裝甲運兵車
- 沉船
- 地道
- 風力發電機
- 艾斯科防爆牆